# Peter Michael
Peter Michael (Wellington, 9 de mayo de 1989) es un deportista neozelandés que compite en patinaje de velocidad, en las modalidades sobre hielo y en línea.
Ganó dos medallas en el Campeonato Mundial de Patinaje de Velocidad sobre Hielo en Distancia Individual de 2017, plata en la prueba de persecución por equipos y bronce en los 5000 m.
Participó en dos Juegos Olímpicos de Invierno, en los años 2018 y 2022, ocupando el cuarto lugar en Pyeongchang 2018, en la prueba de persecución por equipos.
En la modalidad de patinaje de velocidad sobre patines en línea obtuvo quince medallas en el Campeonatos Mundial (ocho de oro, tres de plata y cuatro de bronce) y tres medallas en los Juegos Mundiales, en los años 2013 y 2017.

## Palmarés internacional
| Campeonato Mundial en Distancia Individual | Campeonato Mundial en Distancia Individual | Campeonato Mundial en Distancia Individual | Campeonato Mundial en Distancia Individual |
| Año                                        | Lugar                                      | Medalla                                    | Prueba                                     |
| ------------------------------------------ | ------------------------------------------ | ------------------------------------------ | ------------------------------------------ |
| 2017                                       | Gangneung (Corea del Sur)                  | Medalla de plata                           | Persecución por equipos                    |
| 2017                                       | Gangneung (Corea del Sur)                  | Medalla de bronce                          | 5000 m                                     |